# The Shadow Circus: The CIA in Tibet
The Shadow Circus: The CIA in Tibet of kortweg The Shadow Circus is een Britse documentairefilm uit 1998. De documentaire is geregisseerd door Ritu Sarin en Tenzin Sönam in opdracht van White Crane Films.

## Verhaal
De documentaire toont een andere kant van Tibet dan de meeste mensen kennen. Van midden jaren 50 tot 1969 namen veel Tibetanen de wapens op en vormden de verzetsbeweging Chushi Gangdruk. Ze begonnen een bloederige guerrilla-oorlog tegen de Chinese onderdrukking. Ze werden in het geheim bijgestaan door de CIA, die hen onder andere van wapens en financiële middelen voorzag.
Bij de CIA stond het hele project bekend onder de codenaam ST CIRCUS. Het was een van hun langstlopende undercoveroperaties in het buitenland.
De documentaire toont unieke filmbeelden van destijds, en interviews met zowel Tibetanen als voormalige CIA-medewerkers die bij de operatie betrokken waren.

## Rolverdeling
- Andrew Sachs – verteller

## Gerelateerde onderwerpen
Andere films over het Tibetaanse verzet in de eerste decennia na de Chinese machtsovername zijn:
- Raid Into Tibet, uit 1967
- Windhorse, uit 1998